# 근위축증
근위축증(筋萎縮症, Muscular Atrophy)은 근육이 위축되는 질병이다. 근이영양증도 근위축증을 유발한다.
근위축증은 골격근 질량의 손실이다. 부동, 노화, 영양 실조, 약물 또는 근골격계 또는 신경계에 영향을 미치는 광범위한 부상이나 질병으로 인해 발생할 수 있다. 근위축증은 근육 약화로 이어지고 장애를 유발한다.
근육은 사용하지 않으면 급속한 근위축증이 발생하며 사지 고정 또는 침상 안정이 필요한 부상이나 질병 중에 종종 발생한다. 사용하지 않는 기간과 개인의 건강에 따라 활동을 통해 완전히 되돌릴 수 있다. 
영양실조는 먼저 지방 손실을 일으키지만 장기간의 기아로 인해 근위축증으로 진행될 수 있으며 영양 요법으로 되돌릴 수 있다. 
반대로 악액질은 암과 같은 근본적인 질병으로 인한 소모성 증후군으로 극적인 근위축증을 일으키고 영양 요법으로 완전히 되돌릴 수 없다. 
근감소증은 연령 관련 근위축증이며 운동으로 속도를 늦출 수 있다. 마지막으로 근이영양증이나 근병증과 같은 근육 질환은 척수 손상이나 뇌졸중과 같은 신경계 손상뿐만 아니라 위축을 유발할 수 있다. 따라서 근위축증은 일반적으로 그 자체로 질병이라기보다는 질병의 소견(징후 또는 증상)이다. 그러나 근위축증의 일부 증후군은 다양한 척수성 근위축증과 같이 임상 증후군 단독이 아닌 질병 스펙트럼 또는 질병 실체로 분류된다.
근위축증은 단백질 합성과 단백질 분해 사이의 불균형으로 인해 발생하지만 메커니즘은 불완전하게 이해되고 원인에 따라 다양하다. 근육 손실은 고급 영상 연구로 정량화할 수 있지만 자주 사용되지는 않는다. 치료는 근본 원인에 따라 다르지만 종종 운동과 적절한 영양 섭취가 포함된다. 단백 동화제는 약간의 효능이 있을 수 있지만 부작용으로 인해 자주 사용되지 않는다. 조사 중인 여러 치료법과 보충제가 있지만 현재 임상에서 치료 옵션은 제한적이다. 근위축증과 제한된 치료 옵션의 의미를 고려할 때 부동성을 최소화하는 것이 부상이나 질병에 매우 중요하다.

## 같이 보기
- 악액질
- 근디스트로피
- 근비대